# Udruga vinogradara, vinara i maslinara
Udruga vinogradara, vinara i maslinara iz Primoštena osnovana je dana 22. listopada 2000. godine.

## Ciljevi udruge
Ciljevi udruge su sljedeći:
- zaštita vinogradarstva i maslinarstva
- poticanje razvoja i unapređenje vinogradarstva i maslinarstva na području Primoštena i cijele županije,
- skrb o povećanju uroda grožđa i maslina za preradu i dobivanje proizvoda ( vina i ulja ) visoke kakvoće,

## Djelatnosti udruge
Djelatnosti udruge su sljedeći:
- briga o pravilnom podizanju novih i obnovi postojećih vinograda i maslinika,
- odabir odgovarajućih podloga za sadnju loze sorte Babić od kojeg se dobiva vrhunsko vino,
- poticanje maslinara da se uz našu autohtonu sortu "Oblica" sade i druge sorte
- organiziranje susreta maslinara i vinogradara u cilju prezentiranja suvremenih metoda zaštite i gnojidbe
- iznalaženje mogućnosti otkupljivanja poljoprivrednih površina u cilju korištenja napuštenih i neobrađenih maslinika i vinograda
- sa svojim djelatnostima surađuju s organima lokalne samouprave, županijskim službama za poljoprivredu te Hrvatskim zavodom za poljoprivredno - savjetodavnu službu i Institutom za jadranske kulture.

U protekle tri godine, Udruga je djelovala na edukaciji maslinarstva i vinogradarstva, na zaštiti i gnojidbi navedenih kultura.

## Projekti
Trenutačno Udruga radi na dva velika projekta a to su:
1. Podizanje maslinika na napuštenom poljoprivrednom zemljištu u ukupnoj površini od 50 Ha. Projekt nosi naziv "Ekooliv", planiran je kao eko-maslinik s navodnjavanjem. U tijeku su radovi na čišćenju terena od raslinja i korova, a prva sadnja predviđena je za jesen 2004. godine. Paralelno s ovim radovima, intenzivno se radi na obnovi starih napuštenih stabala maslina te će pružati stručnu pomoć sadnji novih sadnica.
2. Pokusna sadnja vinove loze na odavno zapuštenim vinogradima. Tijekom ovog mjeseca vršit će se pokusna sadnja vinove loze sorte Babić na zemljištu gdje su nekad bili vinogradi. Cilj je definitivno vidjeti može li vinova loza uspjevati na mjestu gdje je nekada bila vinova loza. Ta dilema je prisutna u Primoštenu godinama i do sada se o tome dosta pisalo, ali se nije praktično pokušalo utvrditi održivost nekih tvrdnji. Područje Primoštena je 100 % teški krš s malo zemlje i zbog načina obrade i pripreme terena za sadnju sigurno je jedinstven u svijetu. Slike primoštenskih vinograda su u Ujedinjenim narodima i u Japanu.
U postupku je procedura da se područje vinograda na predjelu 'Bucavac' uvrsti u Unescov program zaštićenog krajolika. U našem programu sudjeluje i naša Općina Primošten, Županija Šibensko-kninska, Vinoplod-Šibenik, Institut za jadranske kulture, Hrvatski zavod za poljoprivredno-savjetodavnu službu i Agronomski fakultet u Zagrebu. Udruga očekuje da će ovaj pokus uspjeti te da će nakon pozitivnih rezultata doživjeti renesansu, a to bi za primoštenski kraj bio zaista veliki dobitak.